# Jan Widera
Jan Ludwik Widera (ur. 21 czerwca 1955 w Bytomiu) – polski lekkoatleta, trener, działacz sportowy oraz urzędnik państwowy. W latach 2016–2019 podsekretarz stanu w Ministerstwie Sportu i Turystyki w rządach Beaty Szydło oraz Mateusza Morawieckiego.

## Życiorys
Ukończył Akademię Wychowania Fizycznego w Katowicach, kierunek rehabilitacja ruchowa i specjalizacja trenerska. Trener klasy Mistrzowskiej w lekkoatletyce i kadry narodowej juniorów, młodzieżowców, seniorów 400m ppł. Związany przez przeważającą część kariery trenerskiej z klubem sportowym MKS-MOSM Bytom, współpracował również z klubami sportowymi TS AKS Chorzów oraz KS Warszawianka. W latach 2006–2014, członek zarządu w Polskim Związku Lekkiej Atletyki, pełnił funkcję wiceprzewodniczącego Komisji Młodzieżowej. Wychowawca i trener medalistów mistrzostw Polski, a także Europy i świata. Pod jego skrzydłami największe sukcesy odnosił sprinter i płotkarz Marek Plawgo. Jan Widera był także trenerem sprinterki, młodzieżowej mistrzyni Europy, Magdaleny Gorzkowskiej oraz sprintera Jacka Wierzbickiego, medalisty mistrzostw Europy, Świata i finalisty Igrzysk Olimpijskich dla niesłyszących. Wielokrotnie nagradzany za sukcesy w działalności trenerskiej. Członek Bytomskiej Rady Sportu. W 2019 roku został prezesem zarządu spółki Stadion Śląski.
W 2021 odznaczony Srebrnym Krzyżem Zasługi.

### Kariera sportowa
Karierę sportową rozpoczął w latach 1973–1975 trenując piłkę nożną w jednym z bytomskich klubów sportowych ŁKS Łagiewniki. Następnie w latach 1975–1977 był członkiem sekcji lekkoatletycznej Polonii Bytom. W tym czasie wielokrotnie zdobywał tytuł Mistrza Śląska w biegach na dystansach 110 m przez płotki i 400 m przez płotki. Następnie w latach 1977–1982 był zawodnikiem klubu sportowego AZS-AWF Katowice, wielokrotnie biorącym udział w finałach Mistrzostw Polski w Lekkiej Atletyce w biegu na dystansie 400 m przez płotki. Reprezentował również Polskę na Akademickich Halowych Mistrzostwach Europy w Sofii w 1979 r. Srebrny medalista halowych mistrzostw Polski na 400 metrów (1980). Osiągnął I klasę sportową.

### Działalność polityczna
25 maja 2016 został powołany na stanowisko podsekretarza stanu w Ministerstwie Sportu i Turystyki w rządzie Beaty Szydło.
11 grudnia 2017 objął dotychczasowe stanowisko w nowo utworzonym rządzie Mateusza Morawieckiego. Odwołany ze stanowiska we wrześniu 2019.

### Życie prywatne
Jest żonaty. Ma dwóch synów.